# David Ranan
David Ranan (geboren 31. Mai 1946 in Tel Aviv) ist ein deutsch-britisch-israelischer Kultur- und Politikwissenschaftler sowie Sachbuchautor.

## Leben und Wirken
Seine Eltern und Großeltern stammten aus Deutschland und sind nach Hitlers Machtergreifung 1933 nach Palästina ausgewandert. Als Kind war sein Familienname noch Rosenzweig, bis seine Eltern ihn in Ranan änderten. Er studierte Volkswirtschaft und Betriebswirtschaft an den Universitäten von Jerusalem und Tel Aviv. Einem späteren Kulturpolitik-Studium in London folgte die Promotion.
Ranan ist Fellow des Zentrums für Antisemitismusforschung und des Birkbeck Institute for the Study of Antisemitism, University of London. Er veröffentlichte Studien zu Einstellungen von jungen Israelis zum Wehrdienst und Einstellungen junger Juden in Deutschland. Er untersucht den Antisemitismus-Diskurs in Deutschland und dessen Politisierung wie auch die Problematik der Gleichsetzung von Israelkritik und Antisemitismus, insbesondere unter Arabern und Muslimen. Antisemitismus unter Muslimen ist Gegenstand seiner 2018 erschienenen Studie Muslimischer Antisemitismus: Eine Gefahr für den gesellschaftlichen Frieden in Deutschland? In dem von ihm 2021 herausgegebenen Band Sprachgewalt:Missbrauchte Wörter und andere politische Kampfbegriffe werden zentrale politische Begriffe auf möglichen Missbrauch untersucht. In Kirche, Schuld und Synodaler Weg: was Galileo, die Judenverfolgung und den Missbrauchsskandal verbindet analysiert Ranan drei Versuche der katholischen Kirche, sich mit ihrer Geschichte auseinanderzusetzen, und stellt die Frage: Ist die Kirche überhaupt fähig, Verantwortung für ihre Taten und ihr Versagen zu übernehmen?

## Werke
- In search of a Magic Flute : the public funding of opera – dilemmas and decision making. Peter Lang Verlag, 2003. ISBN 978-3-03910-008-8.
- Ist es noch gut, für unser Land zu sterben? Junge Israelis über ihren Dienst in der Armee. Nicolai Verlag, 2011. ISBN 978-3-89479-689-1.
- God Bless America: A Visitor’s Diary 2012, Theo Press
- Die Schatten der Vergangenheit sind noch lang. Junge Juden über ihr Leben in Deutschland. Nicolai Verlag, 2014. ISBN 978-3-89479-797-3.
- Muslimischer Antisemitismus. Eine Gefahr für den gesellschaftlichen Frieden in Deutschland? Dietz Verlag, 2018. ISBN 978-3-8012-0524-9.
- Sprachgewalt: Missbrauchte Wörter und andere politische Kampfbegriffe. Dietz Verlag, Bonn, 2021, ISBN 978-3-8012-0587-4
- Kirche, Schuld und Synodaler Weg. Was Galileo, die Judenverfolgung und den Missbrauchsskandal verbindet. Dietz Verlag, Bonn 2023, ISBN 978-3-8012-0652-9.